# Bostelbek

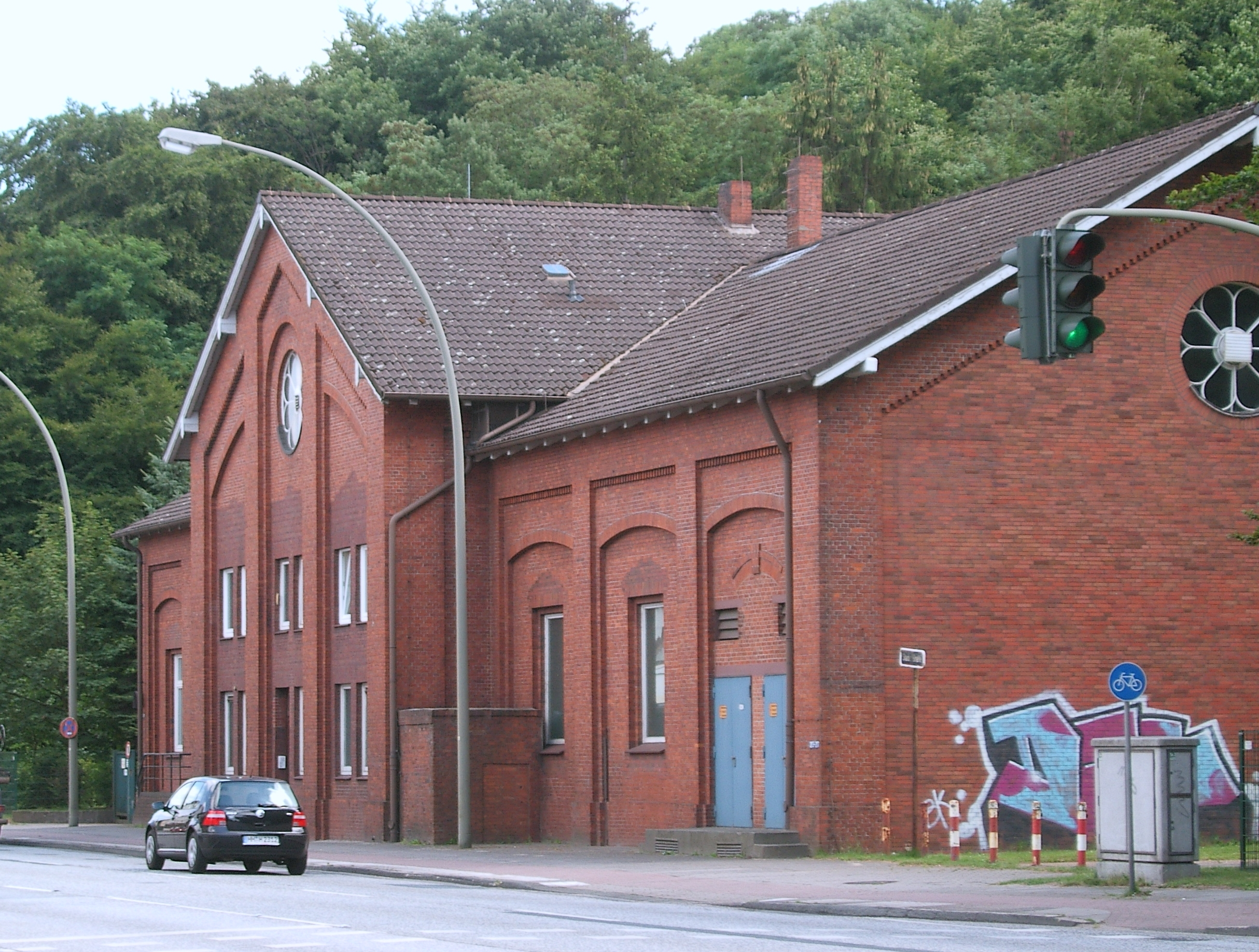
Wasserwerk Bostelbek

Bostelbek ist ein Ortsteil des Hamburger Stadtteils Heimfeld.
Der Großteil von Bostelbek besteht aus der Siedlergemeinschaft „Am Radeland e.V.“ Diese Eigenheimgemeinschaft entstand in den Jahren 1932/33 als Erwerbslosensiedlung. Derzeit setzt sich die Siedlung aus etwas mehr als 250 Grundstücken zusammen. Die Architektur ist monoton – es sind fast ausschließlich Doppelhäuser in der Siedlung anzutreffen, was ebenso wie eine helle Gestaltung der Fassade auf die Bauvorschriften in der Siedlergemeinschaft zurückzuführen ist. Die Planung am Reißbrett erkennt man ebenfalls an den geradlinigen, im 90 Grad-Winkel verlaufenden Straßen (u. a. Am Radeland, Hoffstraße, Heidebruch, Am Reiherhorst, Falkenweg, Zum Fürstenmoor, Ellernweg).
Die Siedlung ist eingeschlossen von großen Industriegebieten auf der einen Seite und auf der anderen Seite von den Gleisen der Bahnlinie Harburg-Stade der Deutschen Bahn AG sowie der S-Bahn-Linie S 3.
Bei der in Bostelbek ansässigen Industrie ist besonders das Daimler-Werk mit 2.480 Mitarbeitern zu nennen. Hier werden die Achsen, Lenksäulen sowie andere Systemelemente für nahezu alle Modelle der Marke Mercedes-Benz gefertigt.
Des Weiteren befindet sich im so genannten Technologiepark das ehemalige Tempo-Werk, welches 1965 von Hanomag übernommen wurde. Durch die Übernahme von Hanomag-Henschel kam Daimler-Benz zu Beginn der 1970er-Jahre in den Besitz des Werks. Der Standort prägte aufgrund der dort gefertigten Fahrzeuge den Begriff „Harburger Transporter“.
Durch die umgebende Industrie und die Gleise ist es der Siedlung nicht möglich sich zu vergrößern.
Die Schule Bostelbek (Am Radeland 98) wurde 1901 als evangelisch-lutherische Volksschule gegründet. 1937 wurde die Schule wie alle konfessionellen Schulen Hamburgs verstaatlicht, dann 1939 umgebaut und durch Neubauten vergrößert. 1972 wurde die Schule aufgegeben, die Schüler wechselten an die Schule Grumbrechtstraße. Von 1980 bis 1985 wurde das Gebäude durch die Rudolf-Steiner-Schule Harburg genutzt.
Zu den regelmäßigen kulturellen Begebenheiten von Bostelbek gehört zum einen das Osterfeuer, das Straßenfest (welches jährlich in einer anderen Straße abgehalten wird) und der Laternenumzug. Es finden jedoch auch immer wieder Kinderflohmärkte, Jubiläen zum Bestehen der Gemeinschaft oder andere Festlichkeiten statt.
Außerdem befindet sich in Bostelbek eine Sportanlage mit Schwimmbad, Fitness-Studio und Tennisplätzen des TuS Harburg, das Vereinshaus des Bostelbeker Sportvereins (BSV) und ein Gemeindehaus (sog. Königreichssaal) der Zeugen Jehovas.
Verkehrstechnisch ist Bostelbek durch die Buslinie 241 des HVV direkt angebunden an Harburg. Durch die Fußgängerunterführung ist Bostelbek aber auch über die Linie 141 erreichbar.
Bis zum Bau der Hamburger S-Bahn nach Neugraben hatte die Unterelbebahn hier den Haltepunkt „Tempo-Werk“.
Die Abbildung 1 zeigt das Wasserwerk, welches auf der anderen Seite der Gleise zu finden ist. Direkt daneben ist auch die Haltestelle der Linie 141.